# Marisa Solinas
Marisa Anna Solinas cunoscută ca Marisa Solinas (n. 30 mai 1941, Genova, Italia – d. 13 februarie 2019, Roma, Italia) a fost o actriță și cântăreață italiană. Printre cele mai cunoscute filme ale sale se numără Boccaccio '70 (1962), Ea va râde (1967) și Tată de familie (1967)

## Biografie
Familia (tatăl de origine sardinian, mama toscană din Garfagnana), conducea un bar în Genova. În adolescență Marisa a visat să fie cântăreață de operă, urmând o școală de canto la Teatrul Carlo Felice din Genova, dar a decis să se dedice muzicii pop și în 1960 s-a mutat la Milano însoțită de mama ei.
A fost remarcată de Mario Monicelli, care i-a făcut debutul în filmul Boccaccio '70 ca protagonistă în episodul Renzo e Luciana, povestea de dragoste chinuită a doi tineri angajați ai unei mari companii, a cărei dragoste este zădărnicită de convențiile sociale a epocii „boom-ului economic”. A urmat până la jumătatea deceniului următor încă vreo 30 de filme de gen și unele spaghetti western. 
Joacă în filme din genul musicarello precum Ea va râde (1967) și filme B, dar și în filme de calitate din domeniul comediei italiene, precum Viaggio di nozze all'italiana (1966), Arbitrul (1974), În aceeași oală și I due carabinieri (1984).
În domeniul muzical s-a profilat pe melodii pop. În 1964, primele succese cu Devi imparare și Le tue care dolci cose apoi în 1968 Ecstacy au urmat în 1981 de Vai suora vai. În 2009, a fost lansat un nou album cu reînregistrări.
Marisa Solinas a fost căsătorită mai întâi cu regizorul Italo Panone, cu care are un fiu. Relația ei cu compozitorul Luigi Tenco s-a încheiat cu sinuciderea acestuia din urmă.
Ultimele sale apariții în cinema au fost în 2000 în filmul Almost Blue de Alex Infascelli  și în 2005 Lucia (film TV).
A decedat la 13 februarie 2019 în Marino, la vârsta de 79 de ani.

## Filmografie selectivă
- 1961 Scano Boa, regia Renato Dall'Ara
- 1962 Boccaccio '70, regia Mario Monicelli
- 1962 Il peccato, regia Jorge Grau
- 1962 La commare secca, regia Bernardo Bertolucci
- 1963 Heimweh nach St. Pauli, regia Werner Jacobs
- 1964 Senza sole né luna, regia Luciano Ricci
- 1964 Le conseguenze, regia Sergio Capogna
- 1964 Freddy, Tiere, Sensationen, regia Karl Vibach
- 1965 Viale della canzone, regia Tullio Piacentini
- 1966 Viaggio di nozze all'italiana, regia Mario Amendola
- 1966 Vergine per un bastardo, regia Ubaldo Ragona
- 1967 Ea va râde (Riderà (Cuore matto)), regia Bruno Corbucci
- 1967 Una colt in pugno al diavolo, regia Sergio Bergonzelli
- 1967 Tată de familie (Il padre di famiglia), regia Nanni Loy
- 1968 Sangue chiama sangue, regia Luigi Capuano
- 1968 Giarrettiera Colt, regia Gian Rocco
- 1969 Killer, adios, regia Primo Zeglio
- 1969 Una ragazza di Praga, regia di Sergio Pastore
- 1969 Le dieci meraviglie dell'amore, regia Sergio Bergonzelli
- 1969 Plagio, regia Sergio Capogna
- 1971 Violentata sulla sabbia, regia Renzo Cerrato
- 1971 Blindman, regia Ferdinando Baldi
- 1973 Il tuo piacere è il mio, regia Claudio Racca
- 1974 Arbitrul (L'arbitro), regia Luigi Filippo D'Amico
- 1975 La città dell'ultima paura, regia Carlo Ausino
- 1984 În aceeași oală (Tutti dentro), regia Alberto Sordi
- 1984 I due carabinieri, regia Carlo Verdone
- 1989 Sindromul venețian (Sindrome veneziana), regia Carlo U. Quinterio
- 2000 L'ombra del gigante, regia Roberto Petrocchi
- 2000 Almost Blue, regia Alex Infascelli

## Discografie

### Single
- 1964 – Devi imparare/Le tue care dolci cose (La voce del padrone, MQ 1942, 7")
- 1965 – Per un'ipotesi/Vestita di lino (La voce del padrone, MQ 1958, 7")[7]
- 1966 – Per chi sogna Annamaria/Tanti auguri a te (La voce del padrone, MQ 2027, 7")
- 1966 – Io t'amo/Il mio albero (La voce del padrone, MQ 2047, 7")[8]
- 1969 – L'estasi/Universo (CDB, CDB 1135, 7") cu Andrea Giordana
- 1969 – Amo sentirvi/Come uno specchio (CDB, CDB 1137;, 7") fața A cu Armando Stula și Vittoria Solinas; fața B cu Armando Stula
- 1972 – Piombo fuso/Ma io ti amo, (Mau Man, MM 5001, 7")
- 1977 – You Are My Night (7")
- 1981 – Vai suora vai/George Sand (Blitz, BZ 103, 7")
- 1984 – L'altalena/Nocciolina, (Blitz, BZ 113, 7")

### Albume
- 1978 – Il dito sulla...mala (Beat Records Company, LPF 043, LP)
- 2009 – Venerefenice - Retrospettiva (Domani Musica, DMCD 0505, CD)